# Mark Madsen
Mark Ellsworth Madsen (Walnut Creek, 28 gennaio 1976) è un ex cestista e allenatore di pallacanestro statunitense, professionista nella NBA.

## Carriera
È stato selezionato dai Los Angeles Lakers al primo giro del Draft NBA 2000 (29ª scelta assoluta).

## Statistiche
| † | Denota una stagione in cui ha vinto il titolo NBA. |

### College
| Anno      | Squadra           | PG  | PT | MP   | TC%  | 3P% | TL%  | RP  | AP  | PRP | SP  | PP   |
| --------- | ----------------- | --- | -- | ---- | ---- | --- | ---- | --- | --- | --- | --- | ---- |
| 1996-1997 | Stanford Cardinal | 25  | 0  | 16,4 | 53,7 | -   | 60,8 | 5,0 | 0,3 | 0,2 | 0,4 | 5,9  |
| 1997-1998 | Stanford Cardinal | 27  | 24 | 26,1 | 58,9 | 0,0 | 62,9 | 8,1 | 0,7 | 0,4 | 0,4 | 11,7 |
| 1998-1999 | Stanford Cardinal | 33  | 33 | 29,4 | 60,5 | 0,0 | 58,3 | 9,0 | 0,5 | 0,5 | 0,6 | 13,1 |
| 1999-2000 | Stanford Cardinal | 23  | 20 | 27,3 | 58,7 | -   | 57,5 | 9,3 | 1,1 | 0,6 | 0,9 | 12,2 |
| Carriera  | Carriera          | 108 | 77 | 25,1 | 58,7 | 0,0 | 59,6 | 7,9 | 0,6 | 0,4 | 0,6 | 10,9 |

### NBA

#### Regular Season
| Anno       | Squadra            | PG  | PT | MP   | TC%  | 3P% | TL%  | RP  | AP  | PRP | SP  | PP  |
| ---------- | ------------------ | --- | -- | ---- | ---- | --- | ---- | --- | --- | --- | --- | --- |
| 2000-2001† | L.A. Lakers        | 70  | 3  | 9,2  | 48,7 | 0,0 | 70,3 | 2,2 | 0,3 | 0,1 | 0,1 | 2,0 |
| 2001-2002† | L.A. Lakers        | 59  | 5  | 11,0 | 45,2 | 0,0 | 64,8 | 2,7 | 0,7 | 0,3 | 0,2 | 2,8 |
| 2002-2003  | L.A. Lakers        | 54  | 22 | 14,5 | 42,3 | 0,0 | 59,0 | 2,9 | 0,7 | 0,3 | 0,4 | 3,2 |
| 2003-2004  | Minnesota T'wolves | 72  | 12 | 17,3 | 49,5 | 0,0 | 48,3 | 3,8 | 0,4 | 0,5 | 0,3 | 3,6 |
| 2004-2005  | Minnesota T'wolves | 41  | 14 | 14,7 | 51,5 | 0,0 | 50   | 3,1 | 0,4 | 0,2 | 0,3 | 2,1 |
| 2005-2006  | Minnesota T'wolves | 62  | 7  | 10,9 | 40,9 | 0,0 | 42,6 | 2,3 | 0,2 | 0,4 | 0,3 | 1,2 |
| 2006-2007  | Minnesota T'wolves | 56  | 0  | 8,4  | 53,5 | 0,0 | 51,7 | 1,6 | 0,2 | 0,2 | 0,2 | 1,1 |
| 2007-2008  | Minnesota T'wolves | 20  | 6  | 7,6  | 15,8 | 0,0 | 25   | 1,9 | 0,2 | 0,2 | 0,1 | 0,5 |
| 2008-2009  | Minnesota T'wolves | 19  | 1  | 6,1  | 21,4 | 0,0 | 0,0  | 0,9 | 0,2 | 0,1 | 0,1 | 0,3 |
| Carriera   | Carriera           | 453 | 70 | 11,8 | 45,7 | 6,3 | 52,7 | 2,6 | 0,4 | 0,3 | 0,2 | 2,2 |

#### Play-off
| Anno     | Squadra            | PG | PT | MP   | TC%  | 3P% | TL%  | RP  | AP  | PRP | SP  | PP  |
| -------- | ------------------ | -- | -- | ---- | ---- | --- | ---- | --- | --- | --- | --- | --- |
| 2001†    | L.A. Lakers        | 13 | 0  | 3,7  | 7,7  | 0,0 | 60,0 | 0,8 | 0,3 | 0,0 | 0,2 | 0,4 |
| 2002†    | L.A. Lakers        | 7  | 0  | 1,4  | 0,0  | 0,0 | 0,0  | 0,3 | 0,0 | 0,0 | 0,0 | 0,0 |
| 2003     | L.A. Lakers        | 12 | 2  | 14,1 | 41,9 | 0,0 | 43,8 | 2,3 | 1,0 | 0,3 | 0,2 | 2,8 |
| 2004     | Minnesota T'wolves | 17 | 0  | 13,1 | 53,1 | 0,0 | 44,8 | 3,4 | 0,1 | 0,3 | 0,2 | 2,8 |
| Carriera | Carriera           | 49 | 2  | 9,2  | 40,3 | 0,0 | 46,0 | 2,0 | 0,4 | 0,2 | 0,2 | 1,7 |

#### Massimi in carriera
- Massimo di punti: 15 vs Minnesota Timberwolves (31 gennaio 2001)[1]
- Massimo di rimbalzi: 13 vs Sacramento Kings (14 maggio 2004)
- Massimo di assist: 5 vs Minnesota Timberwolves (22 aprile 2003)
- Massimo di palle rubate: 3 vs Utah Jazz (14 novembre 2003)
- Massimo di stoppate: 4 vs Atlanta Hawks (2 volte)

## Palmarès

### Giocatore
- NCAA AP All-America Third Team (2000)
- Campionato NBA: 2

Los Angeles Lakers: 2001, 2002